# Greve till Södermöre

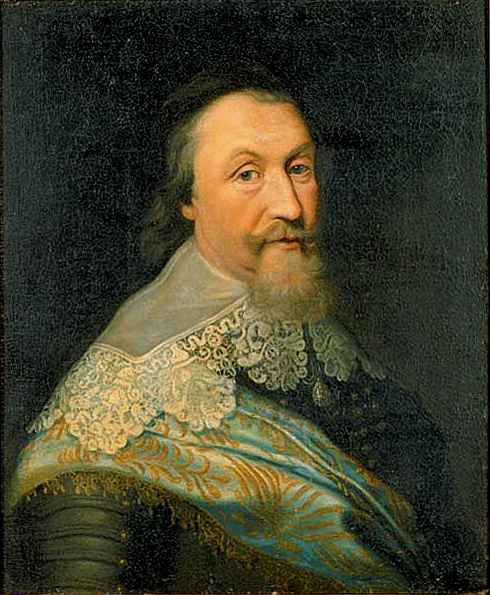
Axel Oxenstierna porträtterad 1635 av Michiel Janszoon van Miereveld.

Greve till Södermöre var en adelstitel den svenske statsmannen Axel Oxenstierna erhöll år 1645. Oxenstierna var sedan 1614 friherre till Kimito. Grevskapet Södermöre indrogs till kronan i samband med 1680 års reduktion. Hans gren, Oxenstierna af Södermöre, av ätten Oxenstierna utdog på svärdssidan 1706. Den siste på svärdssidan var Carl Gustaf Oxenstierna 1686-1706, sonson son till Axel och korpral i Livregementet i Karl XII armé. Han dog i fält av feber. 